# 陈杰毅 (马来西亚)
陈杰毅（英語：Alvin Tan Jye Yee, 1988年—），馬來西亞華裔網紅、色情片演员及导演。曾於新加坡国立大学修讀法律系，期間因與女友在博客上發佈兩人的性爱照片及影片而爆紅；其後更因在脸书上发布吃猪肉（肉骨茶）的照片慶祝穆斯林开斋节而惹上官非。自称为“言論自由倡導者”，目前以政治庇护方式居住在美国，并在2025年取得当地公民，並從事色情片行業為生。马来西亚第四任及第七任首相马哈迪·莫哈末曾批评陈杰毅“愚蠢和屡教不改”。

## 早年生平
陳杰毅於1988年在马来西亚出生，是一名马来西亚华人。初中就读於马来西亚八打灵再也的百乐镇国中，高中時隨家人移民到新加坡並轉校新加坡新民中学及莱佛士书院，2006年畢業後以卓越成績獲東盟奖学金贊助到新加坡国立大学修读法律系，在修读期间曾休学一年回到马来西亚创业。

## 網絡爆紅

### 色情博客
陈杰毅在2012年开通博客后，立刻將大量與女友的性爱照片及影片放上网络，还请网友对他们的性爱姿势评分，甚至自爆之前带女友到新加坡旅游时，曾在新加坡滨海公园身障人士厕所内做爱。此事件爆红后，他受到很多外界人士的批评。
陈杰毅的女友李美玲曾表示喜欢赤裸上身，志愿是想当AV女优。她指出，陈杰毅是第一个敢于落实她想法的男友，「我的前男友都没我开放，我一直认为，赤裸也是一门艺术。」
由于在新加坡，通过网络传送、發佈及/或出售猥亵照片、画像及/或物品均触犯新加坡影片法令，可被罚款2万到4万新加坡元及/或监禁长达两年，因此兩人在事發后逃回到马来西亚，但截止2016年1月新加坡当局尚未有對兩人采取任何實質行动，亦沒有對事件作出任何官方回應。
陳回到马来西亚後接受记者采访时表示：“我在挑战社会的规范，要知道新加坡的极限可到哪里。（新加坡）国大能把我怎样？终止我的奖学金或开除我吗？我不能说我毫不在乎，但假如真的发生了，我可以接受。我创立了公司，有自己的储蓄。”事後，陈杰毅被新加坡国立大学褫奪了他的東盟奖学金資格，並最終開除，兩人亦在受到家庭壓力關閉部落格。
在销声匿迹几个月后，李美玲突然在自己的脸书页面上公布了新“挑战”：只要能够得到100万个网友按“赞”，她就会立刻进行“壮举”，要打破新加坡“性爱女神”钟爱宝在1995年创下“10个小时内和251个男人做爱”的惊人记录。

### 肉骨茶風波
除此之外，陈杰毅也是一名伊斯兰教的批评者，并将伊斯兰教比喻成纳粹主义。在性爱影片爆红后，陈杰毅和他的女友李美玲于2014年开斋节当天在其脸书上发布一张在马来西亚吃肉骨茶以及猪肉的照片祝贺穆斯林开斋节快乐，事后遭到许多网友炮轰其做法踐踏他人宗教。此事件在网络传开后，许多民众纷纷到警局报警要求调查陈杰毅，最后马来西亚政府以马来西亚煽动法令中的制造种族关系紧张条文将他控上法庭。最終李被判囚半年，但陳在審判期間棄保潛逃到美国加利福尼亚州寻求政治庇护，並继续发布很多侮辱伊斯兰教的内容到脸书，包括模仿穆斯林祈祷、赤裸兼胡乱在大腿上刻上清真言，以及胡乱背诵伊斯兰经文。 
If all else fails, I can easily publish more 'seditious' materials on my Facebook to taunt the authorities and get them to be hot on the pursuit of me again, therefore creating an even more well-founded fear of political persecution to bolster my asylum claim.
汉译：如果这一切（寻求政治庇护）都失败了，我可以轻易地在我的Facebook发布更多“煽动性”的文章嘲讽马来西亚政府以及伊斯兰教，让他们更激动及更快地对我采取逮捕行动，從而产生更多政治迫害的恐惧感以加强我的政治庇护申請理由。
为了将弃保潜逃到美国的陈杰毅遣返回国，马来西亚政府已于2014年12月7日註銷陈杰毅的马来西亚护照，但其依然是马来西亚公民。
2015年，居住在美国并得到美国政治庇护的陈杰毅在其Facebook专页发布一则多图漫画，漫画内容为陈杰毅拿着一本可兰经一边大便一边阅读可兰经，便後因为厕所没有厕纸，所以将可兰经里的其中一页撕下来擦粪便。由于这张图片侮辱了马来人以及伊斯兰教，马来西亚通信与多媒体委员会（英語：Malaysian Communications And Multimedia Commission (MCMC)）宣布将他的Facebook专页关闭并删除，个人账号则可继续保留。

## 流亡生涯
陈杰毅於抵達美國之後開始投身色情事業，成為了專業的色情影片演員，並參與多系列色情片演出/製作，當中較為著名的包括有Cockasian Love及Banana Fever系列。
2025年3月20日，陈杰毅取得美国公民。

## 外界批评
- 马来西亚第四任及第七任首相马哈迪·莫哈末：“愚蠢和屡教不改。”[3]
- 新加坡教育部长王瑞杰：“应该受到谴责和不得体的人。”[3]
- 新加坡国立大学副校长严崇涛：“血腥及可笑的小丑。”[3]